# Kerk van Oudehaske
De Kerk van Oudehaske is een kerkgebouw in Oudehaske in de Nederlandse provincie Friesland.

## Beschrijving
De zaalkerk uit 1906 heeft aan de noordzijde een houten geveltoren met ingesnoerde spits. Aan de zuidzijde is er bijgebouwd. De windwijzer heeft de vorm van een haas. Op de gevelsteen boven de ingang aan de noordzijde staat:
1906
Dat uwe oogen open zijn
nacht en dag over dit
Huis.
1 Kon. 8:29a
Het orgel uit 1869 is gemaakt door Adema en is een rijksmonument vanwege de originele staat. Het is buitengebruik gesteld. In de westgevel van de kerk bevinden zich twee ramen van gebrandschilderd glas uit 1959 gemaakt door Jentsje Popma:

En God zeide: Er zij licht Genesis 1:3

Die in Mij gelooft zal leven ook al is hij gestorven Joh 11:25.

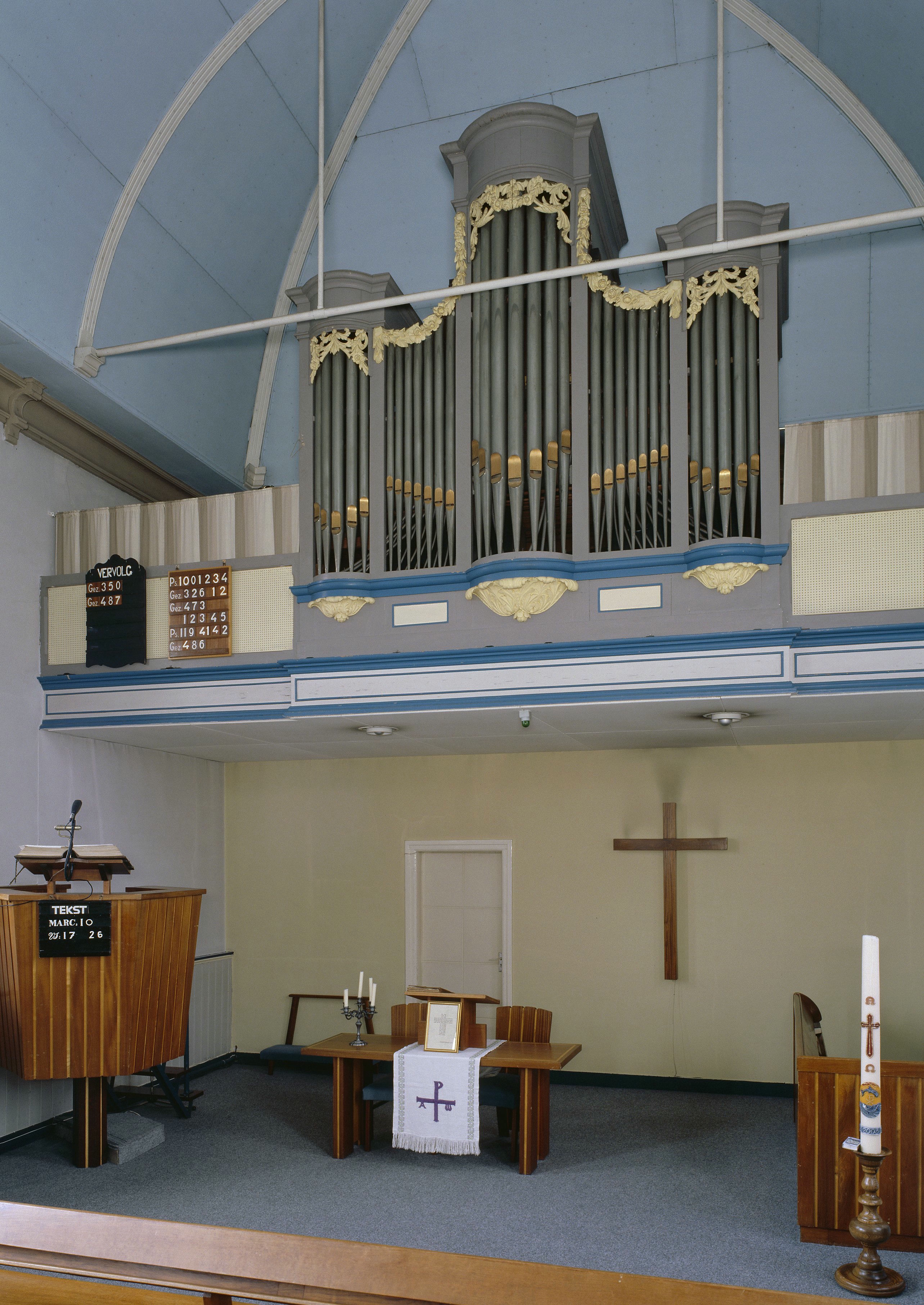
Interieur met orgel in 2004

In 2008 is het interieur gewijzigd. Er wordt gekerkt door protestantse gemeente Haskeroord.